# Mecyclothorax sharpi
Mecyclothorax sharpi är en skalbaggsart som beskrevs av Britton 1948. Mecyclothorax sharpi ingår i släktet Mecyclothorax och familjen jordlöpare. Inga underarter finns listade i Catalogue of Life.